# Gran Premio motociclistico del Giappone 1992
Il Gran Premio motociclistico del Giappone 1992 fu il primo appuntamento del motomondiale 1992.
Si svolse il 29 marzo 1992 sul circuito di Suzuka e registrò la vittoria di Michael Doohan nella classe 500, di Luca Cadalora nella classe 250 e di Ralf Waldmann nella classe 125.
Tra le particolarità di questo primo gran premio stagionale vi fu quella della presenza di numerose wild card tra cui quelle di alcuni piloti giapponesi che, dall'anno successivo, diventeranno presenze fisse come Nobuatsu Aoki, Tetsuya Harada e Tadayuki Okada.

## Classe 500
Durante la gara, corsa sotto la pioggia, Wayne Gardner è incorso in un incidente con frattura ad una gamba, cosa che lo costringerà a saltare alcune delle prove successive del mondiale; verrà sostituito nel team Rothmans Kanemoto Honda dal connazionale Daryl Beattie.

### Arrivati al traguardo
| Pos. | Nº | Pilota             | Squadra                   | Motocicletta  | Giri | Tempo     | Griglia | Punti |
| ---- | -- | ------------------ | ------------------------- | ------------- | ---- | --------- | ------- | ----- |
| 1º   | 2  | Michael Doohan     | Rothmans Honda            | Honda         | 22   | 56:21.831 | 5º      | 20    |
| 2º   | 10 | Doug Chandler      | Lucky Strike Suzuki       | Suzuki        | 22   | +28.298   | 3º      | 15    |
| 3º   | 34 | Kevin Schwantz     | Lucky Strike Suzuki       | Suzuki        | 22   | +55.792   | 1º      | 12    |
| 4º   | 53 | Shin'ichi Itō      | Team HRC                  | Honda         | 22   | +1:47.802 | 11º     | 10    |
| 5º   | 8  | Randy Mamola       | Budweiser Team            | Yamaha        | 22   | +2:00.984 | 6º      | 8     |
| 6º   | 55 | Keiji Ohishi       | Suzuki Racing             | Suzuki        | 22   | +2:13.708 | 23º     | 6     |
| 7º   | 19 | Niall Mackenzie    | Yamaha Motor France Banco | Yamaha        | 22   | +2:15.005 | 13º     | 4     |
| 8º   | 56 | Toshihiko Honma    | Hiro Racing Team Yamaha   | Yamaha        | 22   | +2:15.491 | 2º      | 3     |
| 9º   | 52 | Norihiko Fujiwara  | Kirin Mets Racing         | Yamaha        | 22   | +2:16.591 | 18º     | 2     |
| 10º  | 57 | Satoshi Tsujimoto  | AM/PM Racing              | Honda         | 22   | +2:27.265 | 21º     | 1     |
| 11º  | 12 | Alex Barros        | Cagiva Team Agostini      | Cagiva        | 21   | +1 giro   | 19º     |       |
| 12º  | 6  | Juan Garriga       | Ducados Yamaha            | Yamaha        | 21   | +1 giro   | 8º      |       |
| 13º  | 54 | Keiichiro Iwahashi | Blue Fox                  | Honda         | 21   | +1 giro   | 16º     |       |
| 14º  | 7  | Eddie Lawson       | Cagiva Team Agostini      | Cagiva        | 21   | +1 giro   | 7º      |       |
| 15º  | 18 | Michael Rudroff    | Rallye Sport              | Harris Yamaha | 20   | +2 giri   | 20º     |       |
| 16º  | 33 | Corrado Catalano   | KCS International         | ROC Yamaha    | 20   | +2 giri   | 22º     |       |

### Ritirati
| Nº | Pilota         | Squadra                   | Motocicletta | Giri | Griglia |
| -- | -------------- | ------------------------- | ------------ | ---- | ------- |
| 5  | Wayne Gardner  | Rothmans Kanemoto Honda   | Honda        | 18   | 4º      |
| 4  | John Kocinski  | Marlboro Team Roberts     | Yamaha       | 6    | 12º     |
| 17 | Miguel Duhamel | Yamaha Motor France Banco | Yamaha       | 3    | 15º     |
| 1  | Wayne Rainey   | Marlboro Team Roberts     | Yamaha       | 1    | 9º      |
| 28 | Àlex Crivillé  | Campsa Honda              | Honda        | 1    | 14º     |
| 58 | Daryl Beattie  | Team HRC                  | Honda        | 0    | 7º      |
| 21 | Peter Goddard  | Valvoline Team WCM        | ROC Yamaha   | 0    | 10º     |

### Non qualificati
| Nº | Pilota            | Squadra               | Motocicletta  |
| -- | ----------------- | --------------------- | ------------- |
| 11 | Eddie Laycock     | Millar Racing         | Yamaha        |
| 14 | Dominique Sarron  | ROC Banco             | ROC Yamaha    |
| 15 | Cees Doorakkers   | HEK Racing            | Harris Yamaha |
| 16 | Marco Papa        | Librenti Corse        | Librenti      |
| 22 | Simon Buckmaster  | Padgett's Motorcycles | Yamaha        |
| 23 | Niggi Schmassmann |                       | ROC Yamaha    |
| 24 | Lucio Pedercini   | Paton Grand Prix      | Paton         |
| 25 | Josef Doppler     |                       | ROC Yamaha    |
| 26 | Kevin Mitchell    | MBM Racing            | Harris Yamaha |
| 27 | Serge David       |                       | ROC Yamaha    |
| 29 | Andreas Leuthe    | VRP Racing            | VRP           |
| 30 | Peter Graves      | Peter Graves Racing   | Harris Yamaha |
| 31 | Thierry Crine     | Ville de Paris        | ROC Yamaha    |
| 32 | Toshiyuki Arakaki |                       | ROC Yamaha    |

## Classe 250
Due dei piloti iscritti al gran premio grazie a delle wild card, Okada e Aoki, si piazzano sul podio e, per entrambi, è anche il primo nel motomondiale.

### Arrivati al traguardo
| Pos. | Nº | Pilota                   | Motocicletta | Giri | Tempo     | Griglia | Punti |
| ---- | -- | ------------------------ | ------------ | ---- | --------- | ------- | ----- |
| 1º   | 1  | Luca Cadalora            | Honda        | 20   | 52:50.357 | 19      | 20    |
| 2º   | 51 | Tadayuki Okada           | Honda        | 20   | +9.969    | 6       | 15    |
| 3º   | 53 | Nobuatsu Aoki            | Honda        | 20   | +23.643   | 1       | 12    |
| 4º   | 2  | Helmut Bradl             | Honda        | 20   | +51.269   | 9       | 10    |
| 5º   | 7  | Pierfrancesco Chili      | Aprilia      | 20   | +1:16.336 | 22      | 8     |
| 6º   | 16 | Alberto Puig             | Aprilia      | 20   | +1:24.245 | 7       | 6     |
| 7º   | 4  | Wilco Zeelenberg         | Suzuki       | 20   | +1:31.577 | 16      | 4     |
| 8º   | 54 | Kyoji Nanba              | Yamaha       | 20   | +1:46.952 | 33      | 3     |
| 9º   | 6  | Loris Capirossi          | Honda        | 20   | +1:54.153 | 11      | 2     |
| 10º  | 12 | Jean Pierre Jeandat      | Honda        | 20   | +1:54.554 | 25      | 1     |
| 11º  | 28 | Herri Torrontegui        | Suzuki       | 20   | +1:55.811 | 20      |       |
| 12º  | 8  | Jochen Schmid            | Yamaha       | 20   | +1:58.280 | 10      |       |
| 13º  | 58 | Sadanori Hikita          | Honda        | 20   | +2:36.449 | 4       |       |
| 14º  | 25 | Eskil Suter              | Aprilia      | 20   | +2:38.682 | 31      |       |
| 15º  | 27 | Stefano Caracchi         | Yamaha       | 20   | +2:39.145 | 28      |       |
| 16º  | 30 | Adrian Bosshard          | Honda        | 20   | +2:41.718 | 24      |       |
| 17º  | 17 | Stefan Prein             | Honda        | 20   | +2:42.483 | 23      |       |
| 18º  | 32 | Yves Briguet             | Honda        | 20   | +2:47.054 | 32      |       |
| 19º  | 31 | Bernard Cazade           | Honda        | 19   | +1 giro   | 34      |       |
| 20º  | 33 | Jurgen van den Goorbergh | Aprilia      | 19   | +1 giro   | 39      |       |
| 21º  | 20 | Renzo Colleoni           | Yamaha       | 19   | +1 giro   | 27      |       |
| 22º  | 21 | Bernard Haenggeli        | Aprilia      | 19   | +1 giro   | 29      |       |
| 23º  | 26 | Bernd Kassner            | Honda        | 19   | +1 giro   | 37      |       |
| 24º  | 55 | Osamu Miyazaki           | Yamaha       | 18   | +2 giri   | 5       |       |

### Ritirati
| Nº | Pilota               | Motocicletta | Giri | Griglia |
| -- | -------------------- | ------------ | ---- | ------- |
| 13 | Loris Reggiani       | Aprilia      | 17   | 17      |
| 52 | Tetsuya Harada       | Yamaha       | 15   | 2       |
| 15 | Doriano Romboni      | Honda        | 15   | 3       |
| 14 | Carlos Lavado        | Gilera       | 10   | 26      |
| 5  | Masahiro Shimizu     | Honda        | 7    | 15      |
| 24 | Adi Stadler          | Honda        | 7    | 38      |
| 34 | Luis d'Antín         | Honda        | 6    | 30      |
| 37 | Frédéric Protat      | Aprilia      | 6    | 36      |
| 57 | Yoshiaki Katō        | Yamaha       | 5    | 14      |
| 29 | Max Biaggi           | Aprilia      | 5    | 35      |
| 19 | Katsuyoshi Kozono    | Honda        | 3    | 8       |
| 56 | Tsumoto Udagawa      | Honda        | 2    | 21      |
| 10 | Paolo Casoli         | Yamaha       | 1    | 40      |
| 9  | Jean-Philippe Ruggia | Gilera       | 1    | 18      |
| 11 | Andreas Preining     | Aprilia      | 1    | 12      |

### Non partito
| Nº | Pilota        | Motocicletta | Griglia |
| -- | ------------- | ------------ | ------- |
| 3  | Carlos Cardús | Honda        | 13      |

### Non qualificati
| Nº | Pilota                    | Motocicletta |
| -- | ------------------------- | ------------ |
| 18 | Harald Eckl               | Aprilia      |
| 35 | Erkka Korpiaho            | Aprilia      |
| 36 | Patrick van den Goorbergh | Aprilia      |

## Classe 125

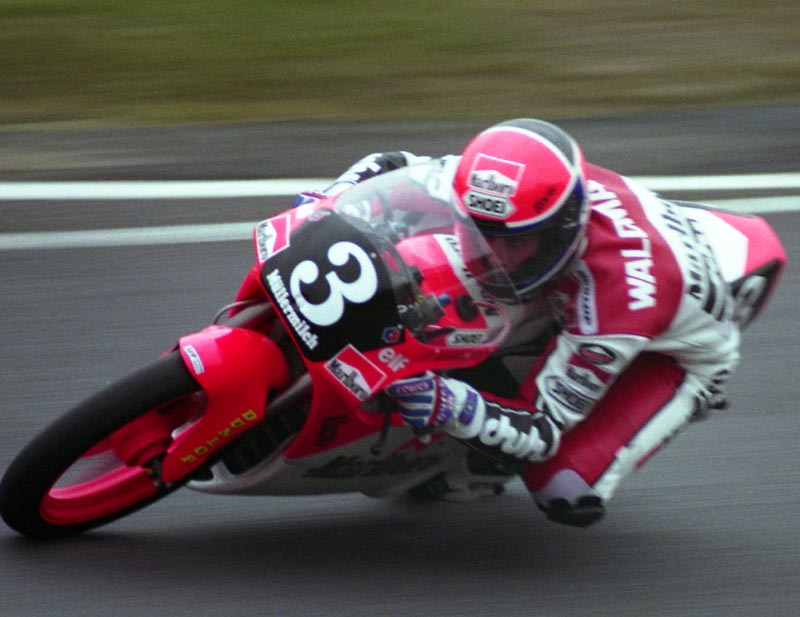
Waldmann su Honda, vincitore della gara della classe 125

### Arrivati al traguardo
| Pos. | Nº | Pilota              | Motocicletta | Giri | Tempo     | Griglia | Punti |
| ---- | -- | ------------------- | ------------ | ---- | --------- | ------- | ----- |
| 1º   | 3  | Ralf Waldmann       | Honda        | 18   | 48:49.661 | 3       | 20    |
| 2º   | 15 | Bruno Casanova      | Aprilia      | 18   | +1.459    | 1       | 15    |
| 3º   | 10 | Nobuyuki Wakai      | Honda        | 18   | +7.370    | 10      | 12    |
| 4º   | 16 | Ezio Gianola        | Honda        | 18   | +20.694   | 9       | 10    |
| 5º   | 52 | Akira Saitō         | Honda        | 18   | +26.701   | 8       | 8     |
| 6º   | 39 | Alessandro Gramigni | Aprilia      | 18   | +26.827   | 7       | 6     |
| 7º   | 53 | Yukata Fujiwara     | Honda        | 18   | +26.908   | 29      | 4     |
| 8º   | 20 | Kin'ya Wada         | Honda        | 18   | +27.256   | 15      | 3     |
| 9º   | 8  | Dirk Raudies        | Honda        | 18   | +37.280   | 25      | 2     |
| 10º  | 22 | Oliver Petrucciani  | Honda        | 18   | +1:11.358 | 41      | 1     |
| 11º  | 21 | Robin Appleyard     | Honda        | 18   | +1:16.798 | 38      |       |
| 12º  | 28 | Alfred Waibel       | Honda        | 18   | +1:16.873 | 32      |       |
| 13º  | 24 | Oliver Koch         | Honda        | 18   | +1:34.981 | 28      |       |
| 14º  | 38 | Peter Galvin        | Honda        | 18   | +1:36.735 | 40      |       |
| 15º  | 11 | Heinz Lüthi         | Honda        | 18   | +1:51.988 | 30      |       |
| 16º  | 34 | Alain Bronec        | Honda        | 18   | +1:56.965 | 39      |       |
| 17º  | 23 | Manuel Hernández    | Aprilia      | 18   | +2:02.608 | 35      |       |
| 18º  | 37 | Emilio Cuppini      | Aprilia      | 17   | +1 giro   | 27      |       |
| 19º  | 36 | Steve Patrickson    | Honda        | 17   | +1 giro   | 36      |       |
| 20º  | 55 | Tomoko Igata        | Honda        | 17   | +1 giro   | 13      |       |
| 21º  | 29 | Hubert Abold        | Honda        | 17   | +1 giro   | 37      |       |
| 22º  | 32 | Takao Shimizu       | Honda        | 14   | +4 giri   | 22      |       |

### Ritirati
| Nº | Pilota             | Motocicletta | Giri | Griglia |
| -- | ------------------ | ------------ | ---- | ------- |
| 27 | Julián Miralles    | Honda        | 14   | 24      |
| 19 | Hisashi Unemoto    | Honda        | 7    | 31      |
| 18 | Maurizio Vitali    | Gazzaniga    | 7    | 34      |
| 57 | Hideyuki Nakajō    | Honda        | 7    | 17      |
| 54 | Masato Shima       | Honda        | 6    | 19      |
| 33 | Giovanni Palmieri  | Gazzaniga    | 6    | 42      |
| 40 | Maik Stief         | Aprilia      | 5    | 26      |
| 56 | Sinya Sato         | Honda        | 5    | 14      |
| 2  | Fausto Gresini     | Honda        | 3    | 16      |
| 4  | Gabriele Debbia    | Honda        | 3    | 4       |
| 51 | Mokoto Ono         | Honda        | 3    | 12      |
| 9  | Peter Öttl         | Bakker-Rotax | 3    | 18      |
| 35 | Loek Bodelier      | Honda        | 3    | 20      |
| 58 | Yukio Hinokio      | Honda        | 2    | 2       |
| 14 | Hans Spaan         | Aprilia      | 2    | 21      |
| 13 | Kazuto Sakata      | Honda        | 2    | 5       |
| 6  | Jorge Martínez     | Honda        | 1    | 6       |
| 31 | Carlos Giró Sentís | Aprilia      | 1    | 23      |
| 30 | Arie Molenaar      | Aprilia      | 1    | 33      |
| 5  | Noboru Ueda        | Honda        | 1    | 11      |